# Eidos Hungary
Az Eidos Hungary vállalatot (eredetileg Mithis Entertainment) teljes mértékben az Eidos Interactive birtokolta (amit később a Square Enix vásárolt fel). 2009-ben azonban megszüntették a céget. Legismertebb alkotásuk a Battlestations sorozat, amelynek két tagja van: a Battlestations: Midway és a Battlestations: Pacific.

## Története

### Mithis Entertainment
A Mithis Entertainmentet 2002 márciusban alapították a Philos Laboratories egykori munkatársai. A vezetője és tulajdonosa a cég egy alapítója, Sugár Róbert volt.
A céljuk, hogy kiváló minőségű számítógépes és konzolos videójátékokat készítsenek, amivel még ők is szívesen játszanának.
Fénykorában körülbelül 80 fejlesztőt foglalkoztatott, illetve több külsős dolgozót is.
A mobiltelefonos játékok fejlesztésébe Mobile Gang márkanév alatt akartak belépni.
Játékaik
- 2004 – Nexus: The Jupiter Incident (PC)
- 2005 – Creature Conflict: The Clan Wars (PC, Xbox)

### Eidos Hungary
2006-ban felvásárolta a Mithis Entertainment-et az Eidos Interactive így létrehozva az Eidos Hungary-t.
2009-ben a Square Enix felvásárolta az Eidos vállalatot, majd nem sokkal később bezárta az Eidos Hungary-t.
A cég megszűnésekor 55 alkalmazottja volt.
Játékaik
- 2007 – Battlestations: Midway (PC, Xbox 360, Mac OS X)
- 2009 – Battlestations: Pacific (PC, Xbox 360)